# Igarassu
Igarassu är en stad och kommun i östra Brasilien och ligger i delstaten Pernambuco. Den är en förortskommun till Recife, och folkmängden i kommunen uppgick år 2014 till cirka 111 000 invånare.

## Administrativ indelning
Kommunen var år 2010 indelad i tre distrikt:
- Igarassu
- Nova Cruz
- Três Ladeiras